# 訃報 1973年9月
訃報 1973年9月（ふほう 1973ねん9がつ）では、1973年（昭和48年）9月中に物故した、又は物故が報じられた人物についてまとめる。

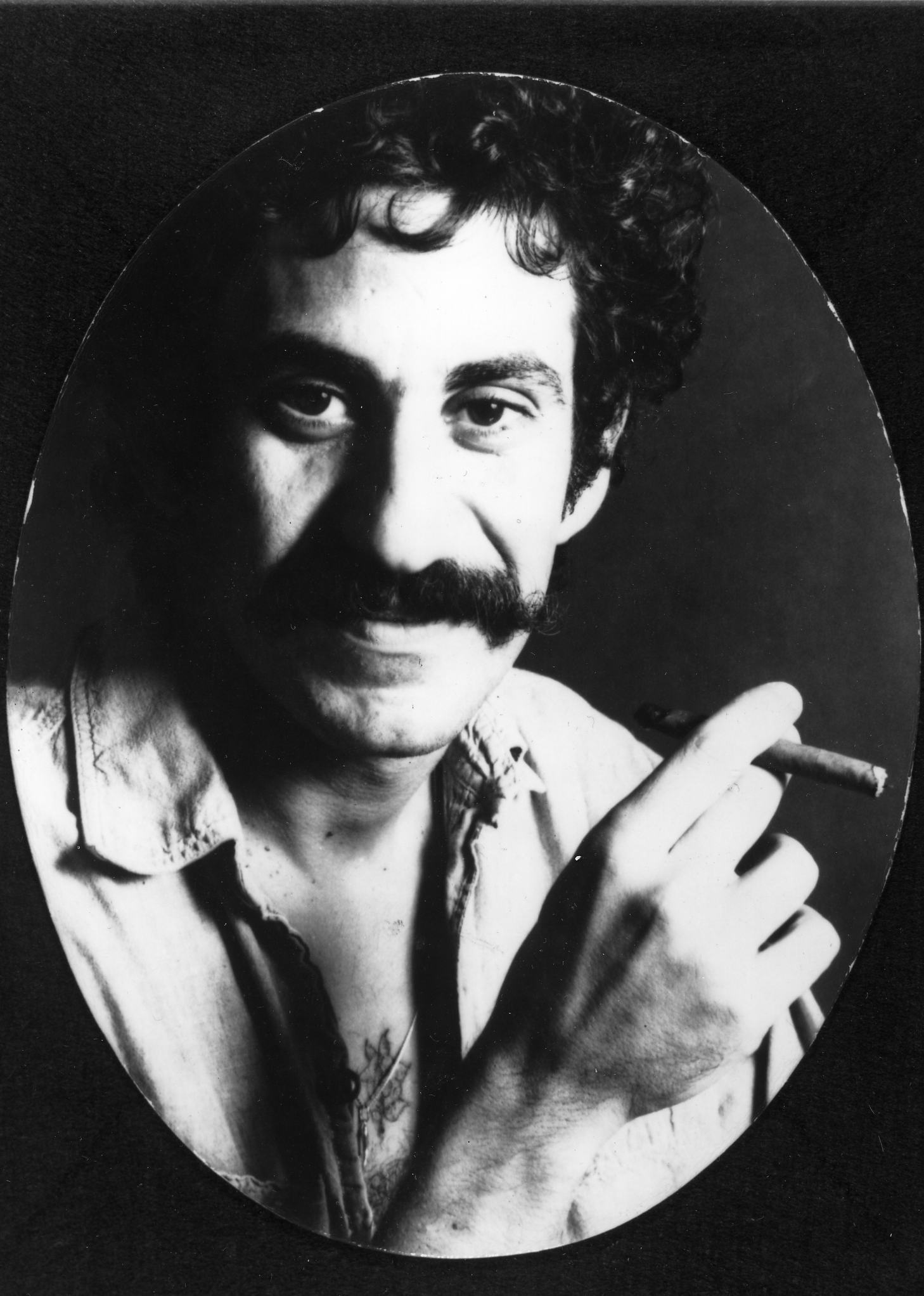
ジム・クロウチ / 9月20日没

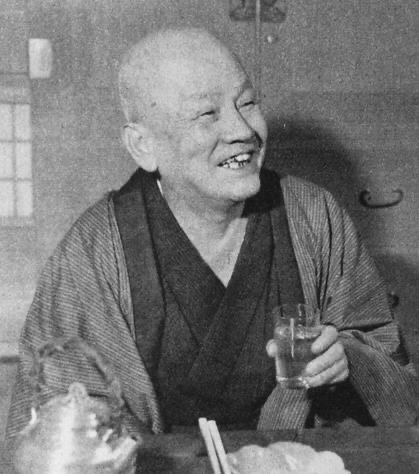
五代目古今亭志ん生 / 9月21日没

## （1日 - 15日）
- 9月1日 - 三毛一夫、陸軍軍人（* 1883年）
- 9月1日 - 北尾春道、建築家（* 1896年）
- 9月1日 - 池田義信、映画監督（* 1892年）
- 9月2日 - J・R・R・トールキン、小説家、言語学者（* 1892年）
- 9月2日 - 今岡十一郎、ハンガリー語学者（* 1888年）
- 9月3日 - 藤田定市、実業家・フジタ工業（現・フジタ）会長（* 1889年）
- 9月4日 - 大場啓仁、英米文学者（* 1935年）
- 9月7日 - 玉木章夫、ロケット工学者（* 1915年）
- 9月9日 - セルゲイ・トゥマーンスキー、航空エンジニア（* 1901年）
- 9月9日 - 塚本虎二、キリスト教無教会主義の伝道者・新約聖書研究家（* 1885年）
- 9月9日 - 杉村キナラブック、アイヌ文化伝承者（* 1888年）
- 9月11日 - サルバドール・アジェンデ、チリ大統領（* 1908年）
- 9月11日 - 中谷秀、内務官僚（* 1885年）
- 9月12日 - 藤永元作、水産学者（* 1903年）
- 9月15日 - グスタフ6世アドルフ、スウェーデン王（* 1882年）
- 9月15日 - 島本久五郎、海軍軍人（* 1895年）
- 9月15日 - 高崎節子、小説家（* 1910年）
- 9月15日 - 松方三郎、登山家・ジャーナリスト（* 1899年）

## （16日 - 30日）
- 9月16日 - 京山小円嬢(初代)、浪曲師（* 1903年）
- 9月17日 - 馬淵逸雄、陸軍軍人（* 1896年）
- 9月18日 - 須田禎一、ジャーナリスト・中国文学翻訳家（* 1909年）
- 9月18日 - 河井昇三郎、実業家（* 1890年）
- 9月19日 - 木村庄之助 (24代)、大相撲の立行司（* 1901年）
- 9月19日 - 尾崎義春、陸軍軍人（* 1890年）
- 9月19日 - 岡稔、経済学者（* 1924年）
- 9月20日 - 芳村伊十郎 (7代目)、江戸長唄の唄方（* 1901年）
- 9月20日 - ジム・クロウチ、シンガーソングライター（* 1943年）
- 9月21日 - 古今亭志ん生 (5代目)、落語家（* 1890年）
- 9月23日 - A・S・ニイル、教育家（* 1883年）
- 9月23日 - パブロ・ネルーダ、詩人（* 1904年）
- 9月23日 - 進藤孝二、実業家（* 1902年）
- 9月26日 - 廿日出要之進、実業家・アヲハタ創業者（* 1898年）
- 9月28日 - 木庭二郎、物理学者（* 1915年）
- 9月29日 - 北原武夫、小説家（* 1907年）